# Emrys Owen Roberts
Emrys Owen Roberts est un homme politique libéral gallois né le 22 septembre 1910 à Caernarfon et mort le 29 octobre 1990. Il est député à la Chambre des communes de 1945 à 1951.

## Biographie

### Origines
Emrys Owen Roberts naît le 22 septembre 1910 à Caernarfon, de parents eux-mêmes natifs de cette ville du Caernarvonshire. Il est scolarisé à la grammar school de Caernarfon avant de suivre des études supérieures de droit au University College of Wales, à Aberystwyth, et au Gonville and Caius College de l'université de Cambridge. Il devient solicitor en 1936 et membre du Gray's Inn en 1944, ayant servi dans la Royal Air Force pendant la Seconde Guerre mondiale.

### Carrière politique
Membre du Parti libéral, Roberts est élu député lors des élections générales de 1945 dans la circonscription galloise de Merionethshire (en), succédant à un autre libéral, Henry Haydn Jones (en). Durant sa carrière parlementaire, il s'intéresse aux questions économiques, à l'Europe et aux affaires galloises.
Le Parti libéral, qui ne compte plus que douze députés, est alors tiraillé entre deux tendances. Certains de ses membres, comme Megan Lloyd George ou Dingle Foot, ont une sensibilité de gauche, alors que son leader Clement Davies et d'autres voudraient plutôt le voir évoluer vers la droite de l'échiquier politique. Roberts s'inscrit clairement dans l'aile gauche du parti : il se décrit lui-même comme un « libéral radical » et ses idées sont proches de celles du travailliste.
Roberts est réélu en 1950 avec une majorité accrue, passant de 112 à 1 070 voix. C'est l'un des rares succès dont peut s'enorgueillir le Parti libéral, qui n'engrange que 9 % des voix au niveau national et voit sa représentation à la Chambre des communes réduite à neuf députés. Roberts et Lloyd George s'élèvent frontalement contre la direction de Clement Davies, la première menaçant de joindre les travaillistes, mais ils finissent par rentrer dans le rang.
Roberts est battu par le travailliste Thomas William Jones lors des élections de 1951. Lors de ce dernier scrutin, le parti nationaliste Plaid Cymru ne présente pas de candidat dans le Merionethshire, contrairement aux élections de 1945 et 1950 : de l'avis général, c'est pour faciliter la défaite de Roberts, les voix nationalistes se reportant sur Jones.

### Carrière professionnelle
Après sa défaite, Roberts s'éloigne de la politique pour se consacrer à son métier d'avocat. Il siège dans et préside également plusieurs autorités administratives indépendantes, comme la Welsh Development Agency (en). De 1964 à 1967, il dirige le National Eisteddfod Council, et il est membre du conseil d'administration du University College of Wales de 1972 à 1985.
Roberts est fait membre de l'ordre de l'Empire britannique en 1946, puis commandeur en 1976. Il meurt en 1990, à l'âge de quatre-vingts-ans.